# Liveta Jasiūnaitė
Liveta Jasiūnaitė (Rokiškis, 26 de julio de 1994) es una deportista lituana que compite en atletismo, especialista en el lanzamiento de jabalina.
Ganó una medalla de bronce en el Campeonato Europeo de Atletismo de 2018. Participó en los Juegos Olímpicos de Tokio 2020, ocupando el séptimo lugar en su especialidad.

## Palmarés internacional
| Campeonato Europeo | Campeonato Europeo | Campeonato Europeo | Campeonato Europeo |
| Año                | Lugar              | Medalla            | Prueba             |
| ------------------ | ------------------ | ------------------ | ------------------ |
| 2018               | Berlín (Alemania)  | Medalla de bronce  | Jabalina           |